# كارل هاس
كارل هاس (بالإنجليزية: Carl Haas)‏ هو رائد أعمال أمريكي، ولد في 26 فبراير 1930 في شيكاغو في الولايات المتحدة، وتوفي بنفس المكان في 29 يونيو 2016.